# Amen (album)
Amen je sedmé studiové album české hudební skupiny Krucipüsk, které vyšlo 1. listopadu 2009 

## Podrobnosti
Jde o jediné album kapely, kde se na postu baskytaristy představil Marek Bero Haruštiak.
Autorem přebalu alba, na kterém je dvouocasý lev ze státního znaku České republiky se švejkovskou čepicí, je Marcel Musil.

## Přijetí
Album bylo v době vydání kladně přijato pro svou svobodomyslnost, pestrost a instrumentální propracovanost. Zpětně však na něj například server metalforever.info pohlíží jako na příliš obskurní a řadí ho mezi nejméně zdařilé nahrávky kapely.

## Videoklipy
K albu byl natočen videoklip k písni „Kafe a cigára“.

## Seznam skladeb
| Pořadí         | Název          | Délka |
| -------------- | -------------- | ----- |
| 1.             | Mamö           | 4:13  |
| 2.             | Blábol         | 4:10  |
| 3.             | Shake baby     | 3:42  |
| 4.             | Biomasa        | 2:59  |
| 5.             | Dědova víra    | 3:47  |
| 6.             | Ostrov         | 3:49  |
| 7.             | Zákon          | 3:31  |
| 8.             | Kafe a cigára  | 3:41  |
| 9.             | Krupicová kaše | 4:44  |
| 10.            | Pro lidi       | 5:20  |
| 11.            | Jára           | 4:15  |
| Celková délka: | Celková délka: | 44:10 |

## Obsazení
- Tomáš Hajíček – zpěv
- Jarmut Gabriel – kytara, zpěv
- Marek Haruštiak – baskytara, zpěv
- Vojtěch Douda – bicí